# Christophe Salomon
Pour les articles homonymes, voir Christophe Salomon (auteur) et Salomon.
Christophe Salomon, né en 1953, est un physicien français. 
Spécialiste de l'optique quantique et des atomes froids, il s’intéresse à la superfluidité des gaz quantiques et à la mesure du temps à l’aide d’horloges atomiques. Pionnier de ce champ disciplinaire[réf. nécessaire], il a contribué à donner à la France une position de leader mondial dans le domaine[réf. nécessaire]. 

## Biographie
De 1973 à 1976, Christophe Salomon est élève à l'École centrale des arts et manufactures de Paris. Puis, il soutient sa thèse de troisième cycle en 1979. Il entre au CNRS en 1980 comme chargé de recherche au laboratoire de physique des lasers, université Paris-Nord.
En 1984, il passe une thèse en spectroscopie laser à haute résolution, puis il s'engage dans un séjour post-doctoral au Jila, université du Colorado (États-Unis).
Il est chargé en 1985 de recherche CNRS au laboratoire Kaslter Brossel, École normale supérieure de Paris. En 2000, il devient directeur de recherche au CNRS, responsable du groupe « Atomes froids » avec Jean Dalibard et, en 2008, il est responsable du groupe « Gaz de Fermi ultrafroids » au laboratoire Kastler Brossel (ENS).
Il a rédigé et co-rédigé près de 150 articles scientifiques dans des journaux avec Comité de lecture et a également rédigé ou participé à la rédaction d'articles de vulgarisation scientifique.

## Honneurs et distinctions
- 1988 : Prix Science et Défense Jeune Chercheur
- 1993 : Prix Temps-fréquence Européen
- 1993 : Prix Philip-Morris : horloges à atomes froids
- 2000 : Prix Mergier-Bourdeix de l’Académie des sciences
- 2005 : Prix des 3 physiciens (ENS) : gaz quantiques, horloges à atomes froids
- 2009 : Lauréat d’une bourse senior (Advanced Grant) du European Research Council ERC
- 2011 : Prix Gay-Lussac Humboldt
- 2011 : Médaille Jules Haag de la société française de microtechnique et chronométrie
- 2012 : Grand Prix Louis D. de l’Institut de France
- 2014 : Fellow of the American Physical Society
- 2014 : Galileo Ferraris Memorial lecture Award, INRIM (IT)
- 2017 : Membre de l'Académie des sciences[4]
- 2017 : Lauréat d’une bourse senior du European Research Council de l’UE (2017-2022)
- 2024 :  Chevalier de l'ordre des Palmes académiques[5]